# جائحة كوفيد-19 في توفالو
يعد وباء كوفيد-19 في توفالو جزء من الجائحة العالمية المستمرة لمرض فيروس كورونا 2019 ( مرض فيروس كورونا 2019) الناجم عن فيروس كورونا المسبب لمتلازمة الجهاز التنفسي الحادة الوخيمة 2 ( SARS-CoV-2 ). تم تأكيد وصول الفيروس إلى توفالو في 20 مايو 2022. ومن 31 أغسطس 2022، تم إعطاء إجمالي 25,591 جرعة لقاح.

## خلفية
في 12 يناير 2020 أكدت منظمة الصحة العالمية أن فيروس كورونا الجديد كان سبب لمرض الجهاز التنفسي في مجموعة من الأشخاص في مدينة ووهان، مقاطعة هوبي، الصين، والذي تم الإبلاغ عنه لمنظمة الصحة العالمية في 31 ديسمبر 2019.
كانت نسبة الوفيات بسبب كوفيد-19 أقل بكثير من نسبة سارس في عام 2003، ولكن انتقال العدوى كان أكبر بكثير، مع إجمالي عدد كبير من الوفيات.

## الخط الزمني

### 2020
حوالي 26 مارس 2020، أعلن القائم بأعمال الحاكم العام حالة الطوارئ.

### 2021
منذ 24 أغسطس 2021، ورد في التقارير المقدمة إلى منظمة الصحة العالمية، أنه لم تكن هناك حالات مؤكدة لمرض كوفيد-19؛ وحتى 15 أغسطس، تم إعطاء 4772 جرعة من اللقاح. في 2 نوفمبر، ثبتت إصابة أحد المسافرين من توفالو عند وصوله إلى نيوزيلندا، مما يشير إلى انتشار محتمل للفيروس في البلاد، ولكن لم يتم الإبلاغ رسميًا عن أي حالات من قبل السلطات المحلية في البلاد.

### 2022
أعلن القائم بأعمال رئيس الوزراء مينيت ألاباتي تاوبو في 20 مايو أنه تم اكتشاف ثلاث حالات في الحجر الصحي، في حين أن ثلاث حالات أخرى مشبوهة. في 31 أكتوبر أبلغت منظمة الصحة العالمية عن 140 حالة إيجابية. وفي 3 نوفمبر أعلنت حكومة توفالو عن أول تفشي مجتمعي.

### 2023
عام 2023، خلصت مشاورات المادة الرابعة لصندوق النقد الدولي مع توفالو إلى أن استراتيجية التطعيم الناجحة سمحت لتوفالو برفع تدابير احتواء مرض فيروس كورونا ( كوفيد-19 ) في نهاية عام 2022.

## الإحصائيات

### الحالات حسب الجزر والجزر المرجانية
| الجزيرة/حيد مرجاني | الحالات | حالات الوفاة |
| ------------------ | ------- | ------------ |
| فونافوتي           | 2,300   | 0            |
| نانوميا            | 25      | 0            |
| نيولاكيتا          | 2       | 0            |
| نيوتاو             | 23      | 0            |
| نوي                | 121     | 0            |
| نوكوفيتاو          | 73      | 0            |
| نوكولايلاي         | 25      |              |
| فايتوبو            | 210     | 0            |
| المجموع            | 2,779   | 0            |